# Aeroportul Praslin Island
Aeroportul Praslin Island (IATA: PRI, ICAO: FSPP) este un aeroport din Districtul Grand'Anse Praslin, Seychelles ce deservește zona Praslin⁠(d).
Situat la o altitudine de 3 m, aeroportul dispune de o singură pistă.